# Primi martiri della Chiesa romana
Sono considerati primi martiri della Chiesa romana i santi rimasti senza nome martirizzati durante la persecuzione di Nerone a Roma, dal luglio 64 al 67. 
La persecuzione seguì quasi immediatamente all'incendio di Roma, scatenatosi nella notte del 18 luglio 64 e fu un'iniziativa dell'imperatore, il quale tentò di utilizzare questa mossa sanguinaria per allontanare da sé l'ira del popolo. Lo storico latino Tacito, che pur non vedeva di buon grado questa religione nascente, nei suoi Annales non nascose una certa compassione verso i Cristiani.
Per cercare di discolparsi, Nerone scaricò sui seguaci di Cristo le colpe che lo mettevano in cattiva luce di fronte ai suoi sudditi, accusandoli di qualsiasi calamità avventatasi su Roma. Le conseguenze di questo furono atroci per i Cristiani e perdurarono per quattro anni. 
La maggior parte delle esecuzioni, stando al racconto di papa Clemente, avvenne presso i giardini vaticani, messi a disposizione per questo scopo dall'imperatore. I metodi di esecuzione erano tra i più vari e non risparmiavano affatto crudeli beffe per i condannati. Numerosi cristiani, presso i giardini del colle Oppio, vennero cosparsi di pece e venne appiccato loro fuoco affinché fornissero luce nella notte; bambini e donne vennero ricoperti della pelle di alcuni animali e offerti in pasto alle bestie feroci; altri vennero invece crocifissi o decapitati.
Tra le vittime non rimaste ignote ci furono i due apostoli, capostipiti della Chiesa Romana: Pietro, condannato al supplizio della crocifissione nel circo neroniano, e Paolo, il missionario, decapitato alle Aquae Salvie verso il 65 (o 67).
Seppure la maggior parte delle vittime della persecuzione di Nerone vengano commemorate il 30 giugno, la Chiesa Cattolica ha fornito ancora altre date per ricordare altre vittime come, ad esempio, San Torpè (decapitato nel 65), ricordato il 29 aprile; Sant'Edisto, (sepolto vivo nell'anno 67 o 68), festeggiato il 12 ottobre; Processo e Martiniano (decapitati nel 67), festeggiati il 2 luglio; Basilissa e Anastasia (decapitate nel 68), commemorate il 15 aprile.